# ラブ・アンド・ウォー
『ラブ・アンド・ウォー』（In Love and War）は、1996年のアメリカ合衆国の恋愛映画。アーネスト・ヘミングウェイの友人だったヘンリー・S・ヴィラードがジェイムズ・ネイグルとともに執筆した書籍『ラブ・アンド・ウォー 第一次大戦のヘミングウェイ』を原作とし、第一次世界大戦に従軍して大怪我を負ったヘミングウェイと、ヘミングウェイの代表作の1つ『武器よさらば』のヒロイン「キャサリン・バークレイ」のモデルとされる7歳年上の従軍看護師アグネス・フォン・クロウスキーとの結ばれなかった恋を描いている。第47回ベルリン国際映画祭のコンペティション部門で上映された。

## キャスト
- アグネス（アギー）・フォン・クロウスキー（英語版） - サンドラ・ブロック： アメリカから派遣された従軍看護師。
- アーネスト（アーニー）・ヘミングウェイ - クリス・オドネル： アメリカ人記者。イタリア戦線に従軍して大怪我を負う。
- ヘンリー（ハリー）・ヴィラード（英語版） - マッケンジー・アスティン： 救護車の運転手。黄疸で入院[3]。
- ドメニコ・カラッチオ少佐 - エミリオ・ボヌッチ（イタリア語版）： イタリア人軍医。アグネスに求愛する。
- エルシー・マクドナルド（マック） - イングリッド・レイシー（英語版）： アグネスの同僚看護師。
- メイベル・ローズ（ロージー） - マーゴット・スタインバーグ： アグネスの同僚看護師。

## 訳書
- 『ラブ・アンド・ウォー　第一次大戦のヘミングウェイ』高見浩 訳、新潮文庫、1997年
　ヘンリー・S・ヴィラード、ジェイムズ・ネイグル 編著